# Pelargoderus semitigrinus
Pelargoderus semitigrinus är en skalbaggsart som beskrevs av Conrad Ritsema 1885. Pelargoderus semitigrinus ingår i släktet Pelargoderus och familjen långhorningar. Inga underarter finns listade i Catalogue of Life.